# Torneo de Brisbane
El Torneo de Brisbane es un torneo oficial de tenis profesional que se disputa anualmente en el recinto Queensland Tennis Centre de la ciudad australiana de Brisbane. Se juega sobre superficie dura al aire libre a principios del mes de enero, siendo el primer torneo que se celebra del año. Comenzó a disputarse en la temporada 2009 dentro del calendario masculino como categoría ATP Tour 250, y del femenino como WTA 500. Debido a la gran acogida de este torneo la WTA lo elevó a categoría Premier a partir de la temporada 2012, actualmente conocida como WTA 500.
La tenista que más veces ha ganado el torneo con un total de tres victorias es Karolína Plíšková, seguida por Serena Williams y Victoria Azarenka con dos victorias cada una.    

## Palmarés

### Individual masculino
| Año        | Campeón         | Subcampeón          | Resultado        |
| ---------- | --------------- | ------------------- | ---------------- |
| 2009       | Radek Štěpánek  | Fernando Verdasco   | 3-6, 6-3, 6-4    |
| 2010       | Andy Roddick    | Radek Štěpánek      | 7-6(2), 7-6(7)   |
| 2011       | Robin Soderling | Andy Roddick        | 6-3, 7-5         |
| 2012       | Andy Murray     | Alexandr Dolgopolov | 6-1, 6-3         |
| 2013       | Andy Murray     | Grigor Dimitrov     | 7-6(0), 6-4      |
| 2014       | Lleyton Hewitt  | Roger Federer       | 6-1, 4-6, 6-3    |
| 2015       | Roger Federer   | Milos Raonic        | 6-4, 6-7(2), 6-4 |
| 2016       | Milos Raonic    | Roger Federer       | 6-4, 6-4         |
| 2017       | Grigor Dimitrov | Kei Nishikori       | 6-2, 2-6, 6-3    |
| 2018       | Nick Kyrgios    | Ryan Harrison       | 6-4, 6-2         |
| 2019       | Kei Nishikori   | Daniil Medvédev     | 6-4, 3-6, 6-2    |
| 2020- 2023 | No celebrado    | No celebrado        | No celebrado     |
| 2024       | Grigor Dimitrov | Holger Rune         | 7-6(5), 6-3      |
| 2025       | Jiří Lehečka    | Reilly Opelka       | 4-1, ret.        |

### Individual femenino
| Año        | Campeona          | Subcampeona              | Resultado        |
| ---------- | ----------------- | ------------------------ | ---------------- |
| 2009       | Victoria Azarenka | Marion Bartoli           | 6-3, 6-1         |
| 2010       | Kim Clijsters     | Justine Henin            | 6-3, 4-6, 7-6(6) |
| 2011       | Petra Kvitová     | Andrea Petković          | 6-1, 6-3         |
| 2012       | Kaia Kanepi       | Daniela Hantuchová       | 6-2, 6-1         |
| 2013       | Serena Williams   | Anastasia Pavlyuchenkova | 6-2, 6-1         |
| 2014       | Serena Williams   | Victoria Azarenka        | 6-4, 7-5         |
| 2015       | María Sharápova   | Ana Ivanović             | 6-7(4), 6-3, 6-3 |
| 2016       | Victoria Azarenka | Angelique Kerber         | 6-3, 6-1         |
| 2017       | Karolína Plíšková | Alizé Cornet             | 6-0, 6-3         |
| 2018       | Elina Svitólina   | Aliaksandra Sasnovich    | 6-2, 6-1         |
| 2019       | Karolína Plíšková | Lesia Tsurenko           | 4-6, 7-5, 6-2    |
| 2020       | Karolína Plíšková | Madison Keys             | 6-4, 4-6, 7-5    |
| 2021- 2023 | No celebrado      | No celebrado             | No celebrado     |
| 2024       | Elena Rybakina    | Aryna Sabalenka          | 6-0, 6-3         |

### Dobles masculino
| Año        | Campeones                          | Subcampeones                      | Resultado            |
| ---------- | ---------------------------------- | --------------------------------- | -------------------- |
| 2009       | Marc Gicquel Jo-Wilfried Tsonga    | Fernando Verdasco Mischa Zverev   | 6-4, 6-3             |
| 2010       | Jérémy Chardy Marc Gicquel         | Lukas Dlouhy Leander Paes         | 6-3, 7-6(5)          |
| 2011       | Lukáš Dlouhý Paul Hanley           | Robert Lindstedt Horia Tecau      | 6-4, ret.            |
| 2012       | Max Mirnyi Daniel Nestor           | Jurgen Melzer Philipp Petzschner  | 6-1, 6-2             |
| 2013       | Marcelo Melo Tommy Robredo         | Eric Butorac Paul Hanley          | 4-6, 6-1, [10-5]     |
| 2014       | Mariusz Fyrstenberg Daniel Nestor  | Juan Sebastián Cabal Robert Farah | 6-7(4),6-4, [10-7]   |
| 2015       | Jamie Murray John Peers            | Alexandr Dolgopolov Kei Nishikori | 6-3, 7-6(4)          |
| 2016       | Henri Kontinen John Peers          | James Duckworth Chris Guccione    | 7-6(4), 6-1          |
| 2017       | Thanasi Kokkinakis Jordan Thompson | Gilles Müller Sam Querrey         | 7-6(7), 6-4          |
| 2018       | Henri Kontinen John Peers          | Leonardo Mayer Horacio Zeballos   | 3-6, 6-3, [10-2]     |
| 2019       | Marcus Daniell Wesley Koolhof      | Rajeev Ram Joe Salisbury          | 6-4, 7-6(6)          |
| 2020- 2023 | No celebrado                       | No celebrado                      | No celebrado         |
| 2024       | Lloyd Glasspool Jean-Julien Rojer  | Kevin Krawietz Tim Puetz          | 7-6(3), 5-7, [12-10] |
| 2025       | Julian Cash Lloyd Glasspool        | Jiří Lehečka Jakub Mensik         | 6-3, 6-7(2), [10-6]  |

### Dobles femenino
| Año        | Campeonas                                 | Subcampeonas                          | Resultado           |
| ---------- | ----------------------------------------- | ------------------------------------- | ------------------- |
| 2009       | Anna-Lena Grönefeld Vania King            | Klaudia Jans Alicja Rosolska          | 3-6, 7-5, [10-5]    |
| 2010       | Andrea Hlavackova Lucie Hradecká          | Melinda Czink Arantxa Parra           | 2-6, 7-6(3), [10-4] |
| 2011       | Alisa Kleybanova Anastasia Pavlyuchenkova | Klaudia Jans Alicja Rosolska          | 6-3, 7-5            |
| 2012       | Nuria Llagostera Arantxa Parra            | Raquel Kops-Jones Abigail Spears      | 7-6(2), 7-6(2)      |
| 2013       | Bethanie Mattek-Sands Sania Mirza         | Anna-Lena Grönefeld Kveta Peschke     | 4-6, 6-4, [10-7]    |
| 2014       | Alla Kudryavtseva Anastasia Rodionova     | Kristina Mladenovic Galina Voskoboeva | 6-3, 6-1            |
| 2015       | Martina Hingis Sabine Lisicki             | Caroline Garcia Katarina Srebotnik    | 6-2, 7-5            |
| 2016       | Martina Hingis Sania Mirza                | Angelique Kerber Andrea Petković      | 7-5, 6-1            |
| 2017       | Bethanie Mattek-Sands Sania Mirza         | Ekaterina Makarova Elena Vesnina      | 6-2, 6-3            |
| 2018       | Kiki Bertens Demi Schuurs                 | Andreja Klepač María José Martínez    | 7-5, 6-2            |
| 2019       | Nicole Melichar Květa Peschke             | Hao-Ching Chan Yung-Jan Chan          | 6-1, 6-1            |
| 2020       | Su-Wei Hsieh Barbora Strýcová             | Ashleigh Barty Kiki Bertens           | 3-6, 7-6(7), [10-8] |
| 2021- 2023 | No celebrado                              | No celebrado                          | No celebrado        |
| 2024       | Lyudmyla Kichenok Jeļena Ostapenko        | Greet Minnen Heather Watson           | 7-5, 6-2            |
| 2025       | Mirra Andreeva Diana Shnaider             | Priscilla Hon Anna Kalinskaya         | 7-6(6), 7-5         |

## Otros torneos de tenis en Brisbane
Desde la aparición de la Era Abierta, Brisbane fue sede de numerosos torneos profesionales de tenis del circuito ATP aunque discontinuados y en diferentes superficies. La lista de finales individuales es la siguiente
| Año  | Campeón          | Subcampeón         | Superficie       |
| ---- | ---------------- | ------------------ | ---------------- |
| 1992 | Guillaume Raoux  | Kenneth Carlsen    | Dura (indoor)    |
| 1991 | Gianluca Pozzi   | Aaron Krickstein   | Dura (outdoor)   |
| 1990 | Brad Gilbert     | Aaron Krickstein   | Dura (outdoor)   |
| 1989 | Nicklas Kroon    | Mark Woodforde     | Dura (outdoor)   |
| 1988 | Tim Mayotte      | Martin Davis       | Dura (outdoor)   |
| 1985 | Paul Annacone    | Kelly Evernden     | Carpeta (indoor) |
| 1984 | Eliot Teltscher  | Francisco González | Carpeta (indoor) |
| 1983 | Pat Cash         | Paul McNamee       | Carpeta (indoor) |
| 1981 | Mark Edmondson   | Chris Lewis        | Césped           |
| 1980 | John McEnroe     | Phil Dent          | Césped           |
| 1979 | Phil Dent        | Ross Case          | Césped           |
| 1978 | Mark Edmondson   | John Alexander     | Césped           |
| 1977 | Vitas Gerulaitis | Tony Roche         | Césped           |
| 1976 | Mark Edmondson   | Phil Dent          | Césped           |
| 1972 | Ken Rosewall     | Geoff Masters      | Dura (outdoor)   |

- Datos: Q264806
- Multimedia: Brisbane International / Q264806